# Cổng trời Hoàng Su Phì
Cổng trời Hoàng Su Phì là các đèo trên Đường tỉnh 177 ở vùng đất huyện Hoàng Su Phì tỉnh Hà Giang, Việt Nam.
Hoàng Su Phì là huyện vùng cao có núi non hiểm trở. Việc mở đường và các hoạt động du lịch đã dẫn đến có 3 địa điểm được gọi là Cổng Trời, gồm 2 đèo trên Đường tỉnh 177 và một núi Cổng Trời.
- Đèo Cổng trời Tân Lập hay Cổng trời Nậm Ty ở km 17 của ĐT177, nơi giáp ranh 3 xã Tân Lập, Nậm Ty và Thông Nguyên. Đây là tên "đèo Cổng trời" chính thức, đã có từ khi mở đường 177, và được đề cập đến trong nhiều văn liệu. Từ đèo có thể quan sát thung lũng Sông Lô và cảm nhận sự hùng vỹ của đất trời [3]
- Đèo Cổng trời Bản Péo ở xã Bản Péo . Tên "Cổng trời" mới ra đời theo sự ra đời của khu du lịch ở xã này.
- Núi Cổng Trời ở giáp ranh 3 xã Thông Nguyên, Nậm Khòa và Bản Péo [5]

Vào những ngày thời tiết phù hợp thì tại Cổng trời Bản Péo và Núi Cổng Trời có thể quan sát thấy biển mây bồng bềnh và thưởng thức không khí mát lạnh.

## Đường tỉnh 177
Đường tỉnh 177 bắt đầu từ ngã ba Xuân Hòa (hoặc ngã ba Tân Quang) 22°29′51″B 104°52′15″Đ / 22,4975°B 104,87083°Đ trên quốc lộ 2 tại thôn Xuân Hòa xã Tân Quang, Bắc Quang.
Đường theo hướng tây bắc, qua các xã Nậm Ty, Nậm Dịch đến thị trấn Vinh Quang, Hoàng Su Phì 22°44′31″B 104°40′52″Đ / 22,74194°B 104,68111°Đ. Sau đó đi hướng tây nam đến thị trấn Cốc Pài huyện Xín Mần, Hà Giang.